# Eugène Germer-Durand
Pour les articles homonymes, voir Germer et Durand.
Eugène Germer-Durand est un archéologue et historien français né le 30 juillet 1812 et mort le 16 octobre 1880. 

## Biographie
Il fut Secrétaire perpétuel de l'Académie de Nîmes.
Il publie une étude et des photos de la Carte de Madaba en 1897.
Il est le père de François Germer-Durand et Joseph Germer-Durand.
Il est mort le 16 octobre 1880.

## Travaux
- La carte mosaïque de Madaba, découverte importante  (sous la cote DC.1.272 à la Bibliothèque nationale et universitaire (Strasbourg), France), Maison de la bonne presse, 1897, 16 p. (OCLC 229834333, présentation en ligne)12 photos N/B